# Cuerdas vocales
Las cuerdas vocales (en terminología anatómica, pliegues vocales) son cuatro repliegues o labios membranosos (distribuidos en dos pares) que forman parte del aparato fonador humano y son directamente responsables de la producción de la voz (véase también canto). No tienen forma de cuerda, aunque así se las sigue llamando coloquialmente. Se trata de dos pares: uno verdadero y otro falso. Los pliegues vocales superiores son los pliegues vestibulares, y se llaman falsos porque no participan en la producción de sonidos. Los inferiores son los pliegues vocales verdaderos, responsables de la producción de sonidos al vibrar.

## Ubicación

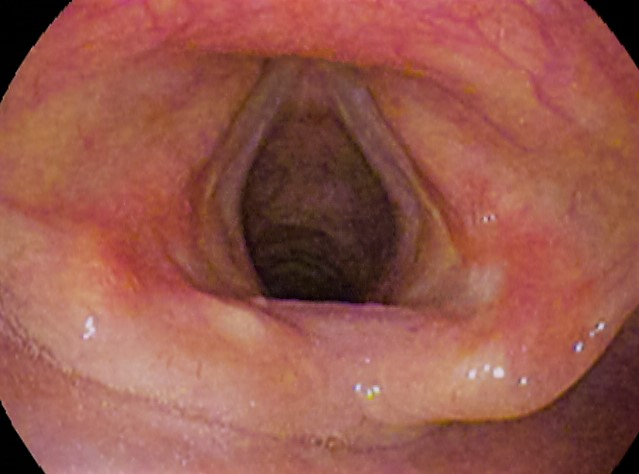
Cuerdas vocales

Se ubican dentro de la laringe, en la parte superior de la tráquea que se une posteriormente a los cartílagos aritenoides, y de manera anterior al cartílago tiroides. Sus bordes externos se unen a los músculos de la laringe, mientras que los bordes internos son libres (el agujero). Se construyen a partir de epitelio, pero tienen unas pocas fibras musculares en ellos, es decir, el músculo vocal que tensa la parte anterior del ligamento cerca del cartílago tiroides.
Si consideramos solo uno de los lados de la laringe, el pliegue vocal se forma gracias a la presencia de un ligamento denominado ligamento vocal o tiroaritenoideo inferior. Este ligamento discurre desde la cara ventral del cartílago aritenoides hasta la cara dorsal del cartílago tiroides, y  sobre él caen a modo de manta el músculo vocal y la mucosa laringe, para constituir finalmente los repliegues membranosos de los pliegues vocales.
Entre los repliegues vocales inferiores queda una abertura que recibe el nombre de glotis. Esta glotis se divide a su vez en glotis fonadora (espacio que queda entre los bordes ligamentosos de los repliegues vocales y que es más anterior) y glotis respiratoria (espacio que queda entre los bordes membranosos, que no se cierra en la fonación, y constituye un canal por donde transcurre aire de forma continua. Es más posterior).
Los músculos que componen la estructura de los pliegues vocales se conocen como músculos vocales, que son mediales, y  más lateralmente se encuentran los músculos tiroaritenoideos. La apertura o cierre de la glotis se da debido a un mecanismo de movimiento lateral y medial de los cartílagos aritenoideos -que sostienen a los pliegues vocales- por acción de los músculos cricoaritenoideos (laterales y mediales). Todo este aparato musculocartilaginoso forma parte de la estructura de las cuerdas vocales y les da su funcionalidad.

## Características
Los pliegues vocales son bandas planas triangulares y de color blanco perlado. Por encima de ambos lados de los pliegues vocales (el agujero y el propio ligamento) se encuentran los pliegues vestibulares, que tienen un pequeño saco entre los dos pliegues llamado ventrículo (no ilustrado).
Si realizamos un corte coronal en las cuerdas vocales y revisamos su estructura, nos encontraremos con diferentes capas:
- la primera de ellas es el "epitelio",
- la segunda es la capa más importante: la "lámina propia superficial",
- por debajo de ésta se encuentra el "ligamento vocal" y,

Movimiento de las cuerdas vocales.

- por último, el "músculo vocal".[2]

### Organización
Se organizan en cuatro pliegues vocales:
- Dos superiores (bandas ventriculares), que no participan en la articulación de la voz.
- Dos inferiores, las verdaderas cuerdas vocales, responsables de la producción de la voz

#### Características de los pliegues vocales
Los dos pliegues inferiores son dos pequeños músculos elásticos, denominados clínicamente músculos vocales:
- Si se abren y se recogen a los lados, el aire pasa libremente, sin hacer presión: respiramos.
- Si, por el contrario, se juntan, el aire que pasa entre ellas da origen a un movimiento muy rápido de vibración, el cual produce el sonido que denominamos voz.

## Tamaño
El tamaño de los pliegues vocales varía con el sexo, la estatura, la cantidad de masa corporal y la edad de las personas. En el hombre adulto, su longitud  oscila entre 17,5 y 25 mm; y en la mujer adulta, estas oscilan entre 12 y 17,5 mm de longitud. Ello ayuda a diferenciar el tono de la voz: mientras que en los hombres su voz es más gruesa y grave, en las mujeres es más delgada, aguda y suave. En los niños el tono de voz suele ser más agudo; pero, con la edad, a los varones se les engruesa la voz.[cita requerida]

## Funciones
Entre las funciones de los pliegues vocales están:

### Producción de la voz
Hay 3 mecanismos básicos de producción de voz:
- Vibración de los repliegues, que produce los sonidos tonales o sonoros (vocales, semivocales, nasales, etc.).
- Interrupción (total o parcial) en el flujo de aire que sale de los pulmones, que da lugar a los sonidos «sordos» (fricativas sordas, oclusivas sordas, etc.).
- Combinación de vibración e interrupción, como las oclusivas sonoras (en español /b/, /d/ y /g/).

Otra de las funciones de los pliegues es proteger a los pulmones de objetos extraños que intenten entrar a ellos. Como son dos pares de pliegues estos funcionan a su vez como doble seguro de los pulmones.

### La disfonía, afonía y ronquera
Las cuerdas vocales son un órgano muy frágil y se pueden enfermar o lesionar fácilmente.La disfonía  o ronquera es un cambio en la calidad de la voz, que puede aparecer lentamente (por ejemplo en un cáncer de las cuerdas vocales, nódulos de cuerdas vocales, etc.) o de manera súbita (por ejemplo en un sangrado o hemorragia de la cuerda vocal). Todo el mundo está expuesto a padecer de problemas en la voz, y las personas más predispuestas a lesionarse las cuerdas vocales son todas las que utilizan la voz profesionalmente (maestros, locutores, cantantes, secretarios, recepcionistas, etc).
Una lesión del nervio laríngeo recurrente (rama del nervio vago) también puede causar la disfonía, por parálisis de los músculos tiroaritenoideos, aritenoideos transverso y oblicuo, vocal y los cricoaritenoideos lateral y posterior. Debido a que la musculatura intrínseca de la laringe es un derivado del 4 arco faríngeo (branquial) el nervio vago es el responsable de la inervación motora de estos músculos.
Afonía es la pérdida total de la voz y la disfonía pérdida parcial de la voz.

### Tratamiento quirúrgico para la disfonía, afonía, ronquera
La fonomicrocirugía busca mejorar en términos generales la voz de los pacientes, y su objetivo principal es restablecer la vibración de la lámina propia superficial, afectando lo menos posible a esta capa y el epitelio que la recubre.
La mayoría de los procedimientos actuales en las cuerdas vocales se realizan con la ayuda del microscopio quirúrgico (de ahí el término 'micro'), el cual nos ayuda a tener una correcta visualización de la laringe y cuerdas vocales durante la cirugía de esta manera poder identificar las lesiones, su extensión, manejo y preservar todas las capas de las cuerdas vocales al momento de su manipulación durante la cirugía.[cita requerida]
Hoy existen diferentes tipos de láser para la realización de este tipo de cirugías de mínima invasión y máxima preservación de la voz, siendo el láser fotoangiolítico (láser verde o láser azul) una de las nuevas opciones que hay que considerar si se busca, además de la función de corte, realizar una fotoangiolisis selectiva de los vasos que alimentan las lesiones, según los diferentes trabajos presentados por el grupo de los doctores S. M. Zeitels (Estados Unidos), Gerardo López-Guerra (Vocalia, en Guadalajara, México) y sus colaboradores en el Hospital General de Massachusetts, en Boston.